# Ozyptila matsumotoi
Ozyptila matsumotoi là một loài nhện trong họ Thomisidae.
Loài này thuộc chi Ozyptila. Ozyptila matsumotoi được Hirotsugu Ono miêu tả năm 1988.